# Park Narodowy Picos de Europa

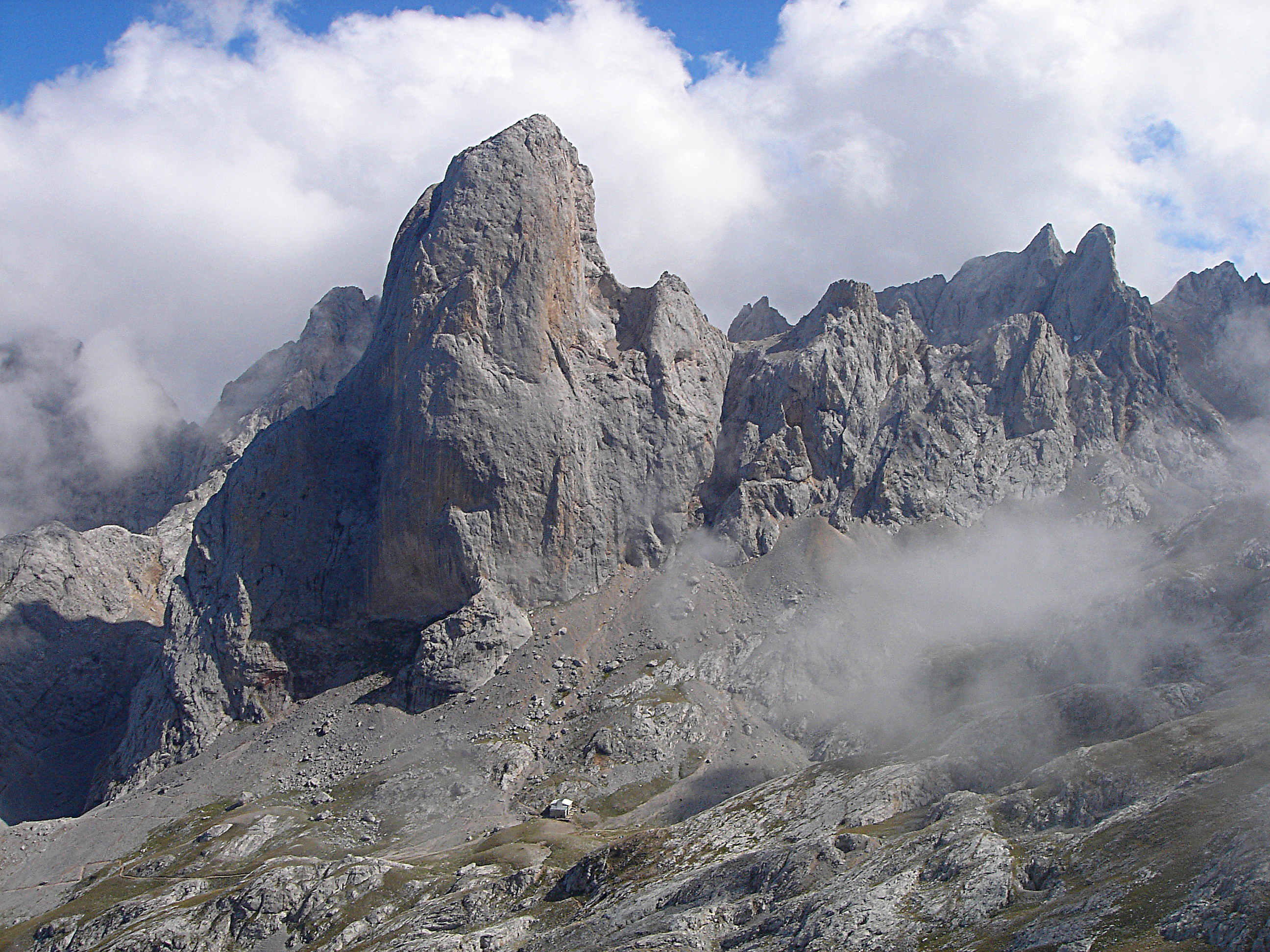
Naranjo de Bulnes – jeden ze szczytów na terenie Parku Narodowego

Park Narodowy Picos de Europa (hiszp. Parque Nacional de Picos de Europa) leży na terenach Asturii, Kantabrii i Kastylii oraz León w Hiszpanii. Chroni cenne przyrodniczo obszary pasma górskiego Picos de Europa. Jego powierzchnia wynosi 64 000 hektarów. Utworzony w 1918 roku. Jeden z najstarszych parków narodowych Hiszpanii i Europy.